# Iglesia de San Agustín (Maguncia)
La iglesia de San Agustín (del alemán: Augustinerkirche), es un edificio de estilo rococó se sitúa en la centro histórico de la ciudad de Maguncia, estado federado de Renania-Palatinado, Alemania.

## Historia
La Iglesia de San Agustín (del alemán: Augustinerkirche) fue construida alrededor de 1768. Es históricamente la convento del Orden de San Agustín. Después de la secularización ha perdido este destination. A diferencia de otros edificios alemanes, la iglesia de San Agustín no fue destruida por los bombardeos aliados, y hoy día alberga un parte de un complejo seminario. El mismo año de 1805 se creó el seminario diocesano, dedicado a san Bonifacio.

## Arquitectura
El exterior de la iglesia, a pesar de su origen tardío, está muy ligado al estilo barroco.
Debido a la reconstrucción con edificios de conventos, seminarios y otras casas, sólo se puede ver desde la iglesia la enorme fachada sin torre que se extiende sobre los otros edificios de la Ciudad Vieja.
Un grupo de figuras creadas por Nikolaus Binterim para la iglesia se eleva sobre el portal. Representa esencialmente la coronación de María. La Reina del Cielo está flanqueada por Agustín de Hipona, patrón y regulador de la Orden Agustiniana, y su madre Monika de Tagaste.
Al sur y al este de la iglesia se encuentran los antiguos edificios del monasterio y las actuales salas del seminario, construidas entre 1737 y 1753. El ala sur del complejo del monasterio contiene un magnífico portal con figuras, también de Nikolas Binterim, similar a la propia fachada de la iglesia.
El interior de la iglesia tiende hacia el estilo rococó, que se expresa en la fusión de la nave y el coro en una unidad, concepto que se encuentra cada vez más en el estilo rococó.